# Perdita varleyi
Perdita varleyi är en biart som beskrevs av Timberlake 1962. Perdita varleyi ingår i släktet Perdita och familjen grävbin. Inga underarter finns listade i Catalogue of Life.